# Jez Šjangdžjaba
Jez Šjangdžjaba (poenostavljeno kitajsko: 向家坝; tradicionalno kitajsko: 向家壩; pinjin: Xiàngjiābà) je velik gravitacijski jez na kitajski reki Džinša (pritok reke Jangce). Nahaja se med provincami Sečuan in Junan, Kitajska. Hidroelektrarna ima osem turbin, vsaka z močjo 800 MW, skupna kapaciteta je 6448 MW. Gradnja se je začela 26. novembra 2006, prvi generator je začel obratovati oktobra 2012, zadnji pa 9. julija 2014 
Vel del proizvedene električne energije se prenaša preko visokonapetostnega daljnovoda na enosmerni tok (HVDC) v Šanghaj.